# I’ll Show You
I’ll Show You ist ein von dem kanadischen Sänger Justin Bieber aufgenommenes Lied, bei welchem auch der US-amerikanische DJ Skrillex mitgewirkt hat. Das Lied erschien auf Biebers viertem Studioalbum Purpose. Es wurde von Michael Tucker, Josh Gudwin, Skrillex, Theron Feemster und Justin Bieber geschrieben und wurde am 2. November 2015 als eine Promosingle veröffentlicht.

## Musikvideo
Das Musikvideo für das Lied wurde am 2. November 2015 veröffentlicht. Es wurde in Island gedreht und zeigt demnach die Natur des Landes, wie die Wasserfälle Seljalandsfoss und Skógafoss.

## Kommerzieller Erfolg

### Chartplatzierungen
- Singles von Justin Bieber. In: Austriancharts.at. Hung Medien, abgerufen am 30. Juni 2024 (AT).
- Singles von Justin Bieber. In: Hitparade.ch. Hung Medien, abgerufen am 30. Juni 2024 (CH).
- Justin Bieber in den Hot 100. In: Billboard.com. Billboard, abgerufen am 30. Juni 2024 (US).
- Singles und Alben von Justin Bieber. In: Officialcharts.com. Official Charts Company, abgerufen am 30. Juni 2024 (UK).

| ChartsChartplatzierungen       | Höchstplatzierung | Wochen |
| ------------------------------ | ----------------- | ------ |
| Deutschland (GfK)              | 45 (6 Wo.)        | 6      |
| Kanada (MC)                    | 13 (2 Wo.)        | 2      |
| Österreich (Ö3)                | 35 (4 Wo.)        | 4      |
| Schweiz (IFPI)                 | 40 (2 Wo.)        | 2      |
| Vereinigte Staaten (Billboard) | 19 (12 Wo.)       | 12     |
| Vereinigtes Königreich (OCC)   | 15 (15 Wo.)       | 15     |

### Auszeichnungen für Musikverkäufe
I’ll Show You wurde bisher weltweit mit 2× Gold, 7× Platin und 1× Diamant ausgezeichnet. Damit wurde die Single laut Auszeichnungen mehr als 1,9 Millionen Mal verkauft.

| Land/Region                  | Auszeichnungen für Musikverkäufe (Land/Region, Auszeichnung, Verkäufe) | Verkäufe  |
| ---------------------------- | ---------------------------------------------------------------------- | --------- |
| Australien (ARIA)            | Platin                                                                 | 70.000    |
| Brasilien (PMB)              | Diamant                                                                | 250.000   |
| Dänemark (IFPI)              | Platin                                                                 | 90.000    |
| Italien (FIMI)               | Gold                                                                   | 25.000    |
| Kanada (MC)                  | Platin                                                                 | 80.000    |
| Neuseeland (RMNZ)            | Platin                                                                 | 15.000    |
| Norwegen (IFPI)              | Platin                                                                 | 60.000    |
| Polen (ZPAV)                 | Platin                                                                 | 20.000    |
| Schweden (IFPI)              | Platin                                                                 | 40.000    |
| Vereinigte Staaten (RIAA)    | Platin                                                                 | 1.000.000 |
| Vereinigtes Königreich (BPI) | Gold                                                                   | 400.000   |
| Insgesamt                    | 2× Gold · 8× Platin · 1× Diamant ·                                     | 2.050.000 |

Hauptartikel: Justin Bieber/Auszeichnungen für Musikverkäufe